# 尼古拉·佩里奇
尼古拉·佩里奇（1992年2月4日—）是一位塞爾維亞足球運動員。在場上的位置是守門員。他現在效力於塞爾維亞足球超級聯賽球隊雅戈丁那足球俱樂部。他也代表塞爾維亞U21國家足球隊參賽。